# Ismael Reinhardt

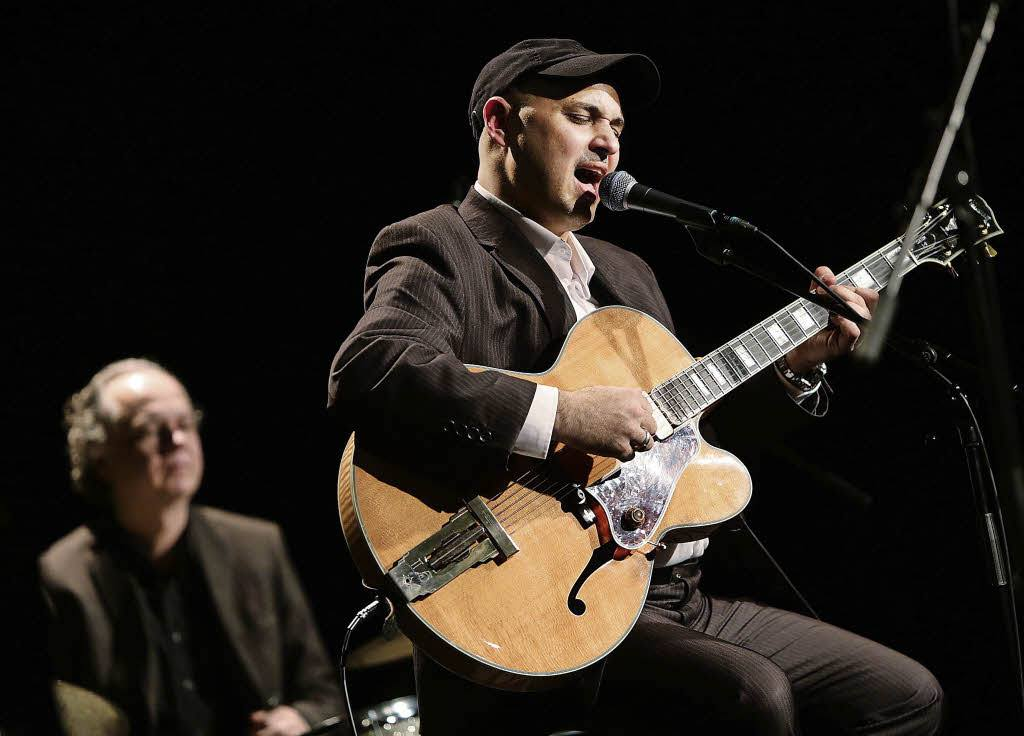
Ismael Reinhardt

Ismael Reinhardt (* 23. Juni 1976) ist ein deutscher Jazzmusiker (Gesang, Gitarre,  Komposition), wohnhaft in Freiburg im Breisgau.

## Leben und Wirken
Ismael Reinhardt ist deutscher Sinto und entstammt einer Musikerfamilie, zu der unter anderem auch der französische Gitarrist und Komponist Django Reinhardt gehört. Bereits mit sechs Jahren spielte er Gitarre und Geige und musizierte in Gottesdiensten. Seine Karriere begann mit 12 Jahren, als er erstmals bei einem Jazzfestival auftrat. Er hat sich zeitlebens mit der Musik seiner Vorfahren Schnuckenack Reinhardt und Django Reinhardt auseinandergesetzt. Weitere Einflüsse waren die Gitarrentechnik George Bensons, das Violinspiel Stéphane Grappellis und dem Gesang Frank Sinatras. Gegenwärtig tritt er in verschiedenen Besetzungen auf, so im Trio, Quartett oder mit Orchester. Reinhardt legte seit 2004 mehrere Alben vor, an denen Gastmusiker wie  Biréli Lagrène, Titi Winterstein, Stochelo Rosenberg und Greetje Kauffeld mitgewirkt hatten. In seinem Album Gypsy Swing spannte er mit Jazzstandards wie Fly Me to the Moon, Night and Day, Sweet Georgia Brown, There Is No Greater Love und dem Sonny-Rollins-Titel Pent-Up House einen musikalischen Bogen von der Gypsy-Jazz-Ära zu Swing und Bebop.

## Diskografische Hinweise
| 2004 | Ismael Reinhardt Gypsy Swing 1                                           | ARC Records       |
| 2005 | Ismael Reinhardt Gypsy Swing 2 (mit Biréli Lagrène und Titi Winterstein) | ARC Records       |
| 2011 | Sunshine of My Life (mit Stochelo Rosenberg)                             | Waterpipe Records |
| 2015 | You Must Believe in Spring (mit Greetje Kauffeld)                        | Waterpipe Records |